# 圣克鲁斯战队
《圣克鲁斯战队》是中国漫画家于彦舒画的中国漫画，获得第4届金龙奖最佳少年漫画大奖。故事讲述在网游的世界，一位叫“圣克鲁斯”的圣骑士，带他的战友们一路过关斩将击败一位位魔王。同时在现实世界里，一位叫“曹天宝” 的学生则沉浸在游戏世界中。直到某一日，队友们相约，要进行“线下聚会”。